# 三保野
三保野（みほの、生没年不詳）は、江戸時代後期、11代将軍・徳川家斉、12代将軍・徳川家慶時代の大奥女中。身分は御中臈。御錠口ともいわれている。

## 生涯
一説によれば、三保野は家斉の御手付きとなってその寵愛を得、家斉没後にはその子である家慶の夜伽に密かに召し出されたともいわれている。大奥内外での発言力を有しており、大名家からも度々賄賂を受け取っていたとされる。
こうした三保野の政治力を利用しようと考えたのが、水戸徳川家の徳川斉昭である。斉昭は自らの謹慎処分の許しを得ようと三保野に掛け合い、三保野はこれを承諾した。すでに現役を退き深川にて隠居生活を送っていた元奥女中の是生尼（家慶の妹・峯姫という説もある）に助力を仰いだ三保野であったが、この大奥工作を上臈の姉小路に見破られ、これが元で「里方へ謹慎申し渡される」こととなったという。
御手付き御中臈が将軍没後に落飾せず、大奥に留まること自体がありえないことであり、将軍の愛妾であったとする逸話は三保野の政治力の現れであろう。